# Merdrignac
Merdrignac é uma comuna francesa na região administrativa da Bretanha, no departamento Côtes-d'Armor. Estende-se por uma área de 56,96 km². Em 2010 a comuna tinha 3 151 habitantes (densidade: 55,3 hab./km²).